# Prieuré de Pont-Ratier
Le prieuré de Pont-Ratier est un ancien prieuré de l'ordre de Fontevraud, situé sur le territoire de la commune de Charmes, dans le département de l'Allier, en France.

## Historique
Ce prieuré de l'ordre de Fontevrault (particularité rare dans la région) serait du XIIe siècle. Mathilde ou Mahaud, épouse d'Archambault VII, seigneur de Bourbon, en deuxièmes noces prit le voile au prieuré après le décès de son époux. Elle devient prieure et décède à Pont-Ratier. Trois évêques, l'archevêque de Lyon et le légat du pape, porteur d'une bulle papale étaient présents à son enterrement[Quand ?]. 
Le prieuré fut attaqué et incendié par les protestants après la bataille de Cognat, le 7 janvier 1568. 
Sous la Révolution, les religieuses qui refusaient de quitter leur monastère furent guillotinées. En 1793, le prieuré est vendu comme bien national à Monsieur Cariol, de Biozat. Celui-ci détruisit la quatrième aile formant le cloître. Ruiné sous Napoléon Ier, il vendit le prieuré à Monsieur Genest et, en 1825, la famille des propriétaires actuels le rachète. En 1870, un ancêtre des propriétaires démolit l'intérieur de la partie nord et la transforme en grange et écuries pour en faire une ferme. 
L'édifice est inscrit au titre des monuments historiques depuis 2001.

## Description
Le prieuré se cache derrière des frondaisons ; il se présente, après avoir franchi un portail – avec l'autorisation du propriétaire –, comme une cour fermée sur trois côtés ; l'aile est qui fermait le quadrilatère a disparu. 